# Ansbald van Prüm
Ansbald van Prüm († 12 juli 886, Prüm) was benedictijn en abt van de Abdij van Prüm in de Eifel. Hij volgde de abt Egilius op en werd daarmee de vijfde abt van het klooster. Tijdens zijn abbiaat werd de abdij door de Noormannen verwoest (882). Hij werd tijdens de herbouw gesteund door Karel de Dikke en ontving aanzienlijke nieuwe privileges. 
Abt Ansbald wordt vereerd als heilige en herdacht op 12 juli. Het feest van zijn translatio is steeds op 10 maart.